# Friedensware
Friedensware wurde nach dem Ersten und Zweiten Weltkrieg umgangssprachlich Ware genannt, die jeweils vor dem Ausbruch der Kriege hergestellt wurde. Das war eine Qualitätsbezeichnung für bewährte Produkte aus qualitativ hochwertigem Material und mit langer Haltbarkeit, da während des Krieges und in den ersten Nachkriegsjahren wegen der Kriegswirtschaft bzw. durch die allgemeine Not viele minderwertige Ersatzmaterialien verwendet werden mussten. Die Bezeichnung wird aber auch heute noch vereinzelt verwendet.